# Département de Famaillá
Le département de Famaillá est une des 17 subdivisions de la province de Tucumán, en Argentine. Son chef-lieu est la ville de Famaillá.
Le département a une superficie de 427 km2. Sa population s'élevait à 30 951 habitants, suivant le recensement de 2001 (source : INDEC).

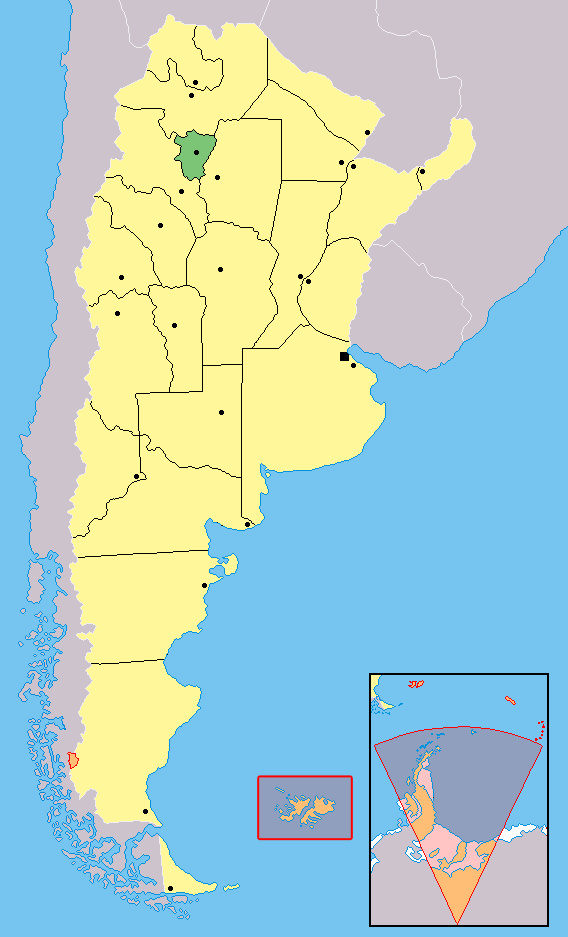
Localisation de la province de Tucumán en Argentine